# Fégué
Fégué est une localité située dans le département de Pompoï de la province des Balé dans la région de la Boucle du Mouhoun au Burkina Faso.

## Santé et éducation
Le village ne possède pas d'école primaire.